# District de Taobei
Le district de Taobei (洮北区 ; pinyin : Táoběi Qū) est une subdivision administrative de la province du Jilin en Chine. Il est placé sous la juridiction de la ville-préfecture de Baicheng.